# Dicranota (Plectromyia) nooksackiae subtruncifer
Dicranota (Plectromyia) nooksackiae subtruncifer is een ondersoort van de tweevleugelige Dicranota (Plectromyia) nooksackiae uit de familie Pediciidae. De ondersoort komt voor in het Nearctisch gebied.